# Mohammad Mohammad Sadeq al-Sadr
Storayatollah Mohammad Mohammad Sadeq al-Sadr (arabisk: محمد محمّد صادق الصدر; Muḥammad Muḥammad Ṣādiq aṣ-Ṣadr) (23. marts 1943 – 19. februar 1999) kaldes ofte Muhammad Sadiq as-Sadr, hvilket også var hans fars navn. Al-Sadr var en prominent irakisk shiamuslimsk gejstlig og far til Muqtada al-Sadr. Han talte for en reformation af det irakiske samfund, og for løsladelsen af fængslede shiamuslimske ledere. Han blev meget populær blandt iraks shiamuslimer, men dette medførte også konkurrence med andre shia-ledere, heriblandt ayatollah Mohammed Baqir al-Hakim der var i eksil i Iran.
Al-sadr blev dræbt i den irakiske by Najaf sammen med to af sine sønner, da de kørte gennem byen. Deres bil faldt i et baghold, begge sønner blev dræbt af skud og han selv blev alvorligt såret. Han døde på hospitalet en time senere. Shiamuslimer i Irak og mange kommentatorer i resten af verden mener at Saddam Husseins Ba'ath regering var impliceret i drabet. Efter Baghdads fald i 2003 blev størstedelen af byens shia-dominerede kvarter omdøbt til Sadr City til ære for al-Sadr. Hans søn Muqtada al-Sadr baserer meget af sin magt på farens popularitet.